# Glodok

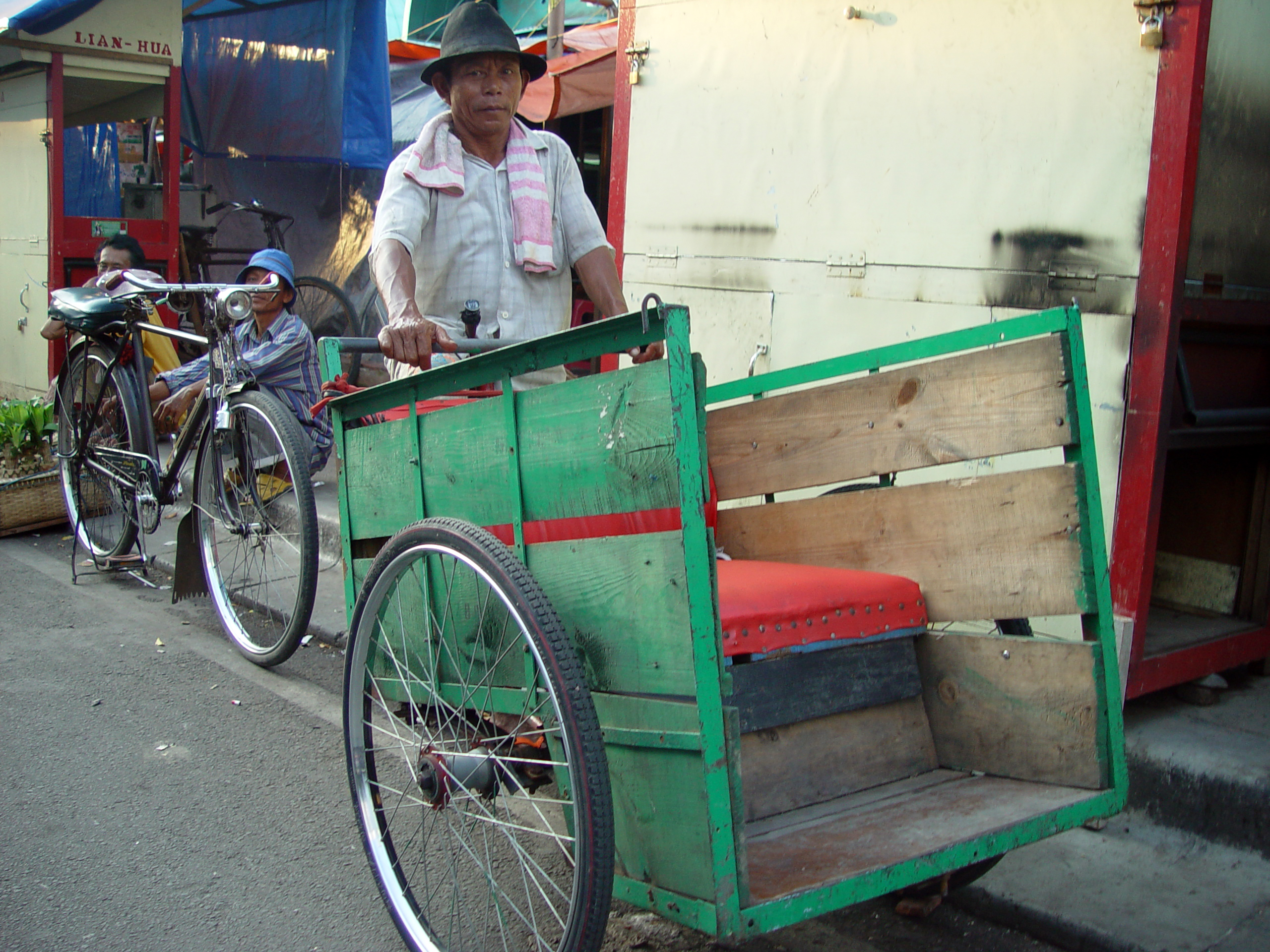
Een houten becak in Glodok

Glodok is de Chinese buurt in het onderdistrict Taman Sari in Jakarta, Indonesië gesitueerd rond Jalan Gajah Mada, de wijk wordt bewoond door de relatief welvarende Chinese Indonesiërs. Glodok is het centrum van de handel in elektronische apparatuur in Jakarta.
Na de door Europeanen gepleegde Chinezenmoord, een volkerenmoord in de 18e eeuw, werden de Chinezen uit de binnenstad verjaagd en gedwongen in dit getto te wonen. Glodok was ook het middelpunt van de anti-Chinese rellen, door Indonesiërs, welke plaatsvonden in mei 1998.
In de wijk stond de gevangenis van Glodok.

## Bezienswaardigheden
- Vihara Dharma Bhakti - boeddhistische tempel
- Da Shi Miao - boeddhistische tempel
- Santa Maria De Fatima - een rooms-katholieke kerk